# Формула-1 — Гран-прі Малайзії 2015
Гран-прі Малайзії 2015 (офіційно — 2015 Formula 1 Petronas Malaysia Grand Prix) — автоперегони чемпіонату світу з Формули-1, які відбулись 29 березня 2015 року. Гонка була проведена на міжнародному автодромі Сепанг у Сепанзі (Куала-Лумпур, Малайзія). Це другий етап чемпіонату світу і сімнадцяте Гран-прі Малайзії в історії.
Переможцем гонки став німець Себастьян Феттель (Феррарі). Друге місце посів Льюїс Гамільтон (Мерседес), а третє — Ніко Росберг (Мерседес).
Чинним переможцем гонки був Льюїс Гамільтон, який у 2014 році виступав за команду Мерседес.

## Положення у чемпіонаті перед гонкою
| Місце   | Пілот             | Очки |
| ------- | ----------------- | ---- |
| 1       | Льюїс Гамільтон   | 25   |
| 2       | Ніко Росберг      | 18   |
| 3       | Себастьян Феттель | 15   |
| 4       | Феліпе Масса      | 12   |
| 5       | Феліпе Наср       | 10   |
| Джерело |                   |      |

| Місце   | Конструктор      | Очки |
| ------- | ---------------- | ---- |
| 1       | Мерседес         | 43   |
| 2       | Феррарі          | 15   |
| 3       | Заубер-Феррарі   | 120  |
| 4       | Вільямс-Мерседес | 50   |
| 5       | Ред Булл — Рено  | 39   |
| Джерело |                  |      |

## Шини
Під час гран-прі було дозволено використовувати 3 типи шин Pirelli: hard, medium і soft.
| Hard | Medium | Soft |
| ---- | ------ | ---- |

## Вільні заїзди
| Сесія | Лідер           | Конструктор | Ш | Час      | Джерело |
| ----- | --------------- | ----------- | - | -------- | ------- |
| 1     | Ніко Росберг    | Мерседес    | P | 1:40.124 | [ 3 ]   |
| 2     | Льюїс Гамільтон | Мерседес    | P | 1:39.790 | [ 3 ]   |
| 3     | Ніко Росберг    | Мерседес    | P | 1:39.690 | [ 3 ]   |

## Кваліфікація
| Місце                                       | №  | Пілот               | Конструктор           | Частина 1 | Частина 2 | Частина 3 | Старт |
| ------------------------------------------- | -- | ------------------- | --------------------- | --------- | --------- | --------- | ----- |
| 1                                           | 44 | Льюїс Гамільтон     | Мерседес              | 1:39.269  | 1:41.517  | 1:49.834  | 1     |
| 2                                           | 5  | Себастьян Феттель   | Феррарі               | 1:39.814  | 1:39.632  | 1:49.908  | 2     |
| 3                                           | 6  | Ніко Росберг        | Мерседес              | 1:39.374  | 1:39.377  | 1:50.299  | 3     |
| 4                                           | 3  | Данієль Ріккардо    | Ред Булл — Рено       | 1:40.504  | 1:41.085  | 1:51.541  | 4     |
| 5                                           | 26 | Даніїл Квят         | Ред Булл — Рено       | 1:40.546  | 1:41.665  | 1:51.951  | 5     |
| 6                                           | 33 | Макс Ферстаппен     | Торо Россо — Рено     | 1:40.793  | 1:41.430  | 1:51.981  | 6     |
| 7                                           | 19 | Феліпе Масса        | Вільямс — Мерседес    | 1:40.543  | 1:41.230  | 1:52.473  | 7     |
| 8                                           | 8  | Роман Грожан        | Лотус — Мерседес      | 1:40.303  | 1:41.209  | 1:52.981  | 10    |
| 9                                           | 77 | Вальттері Боттас    | Вільямс — Мерседес    | 1:40.249  | 1:40.650  | 1:53.179  | 8     |
| 10                                          | 9  | Маркус Ерікссон     | Заубер — Феррарі      | 1:40.340  | 1:41.748  | 1:53.261  | 9     |
|                                             |    |                     |                       |           |           |           |       |
| 11                                          | 7  | Кімі Ряйкконен      | Феррарі               | 1:40.415  | 1:42.173  |           | 11    |
| 12                                          | 13 | Пастор Мальдонадо   | Лотус — Мерседес      | 1:40.361  | 1:42.198  |           | 12    |
| 13                                          | 27 | Ніко Гюлькенберг    | Форс Індія — Мерседес | 1:40.830  | 1:43.023  |           | 13    |
| 14                                          | 11 | Серхіо Перес        | Форс Індія — Мерседес | 1:41.036  | 1:43.469  |           | 14    |
| 15                                          | 55 | Карлос Сайнс (мол.) | Торо Россо — Рено     | 1:39.814  | 1:43.701  |           | 15    |
|                                             |    |                     |                       |           |           |           |       |
| 16                                          | 12 | Феліпе Наср         | Заубер — Феррарі      | 1:41.308  |           |           | 16    |
| 17                                          | 22 | Дженсон Баттон      | Макларен — Хонда      | 1:41.636  |           |           | 17    |
| 18                                          | 14 | Фернандо Алонсо     | Макларен — Хонда      | 1:41.746  |           |           | 18    |
| 107% від часу лідера першої сесії: 1:46.217 |    |                     |                       |           |           |           |       |
| —                                           | 98 | Роберто Мері        | Маруся — Феррарі      | 1:46.677  |           |           | 19    |
| —                                           | 28 | Вїлл Стівенс        | Маруся — Феррарі      | Без часу  |           |           | 20    |
| Джерело:                                    |    |                     |                       |           |           |           |       |

## Гонка
| Місце.   | №  | Пілот               | Конструктор           | Кола | Час/причина сходу | Старт | Очки |
| -------- | -- | ------------------- | --------------------- | ---- | ----------------- | ----- | ---- |
| 1        | 5  | Себастьян Феттель   | Феррарі               | 56   | 1:41:05.793       | 2     | 25   |
| 2        | 44 | Льюїс Гамільтон     | Мерседес              | 56   | +8.569            | 1     | 18   |
| 3        | 6  | Ніко Росберг        | Мерседес              | 56   | +12.310           | 3     | 15   |
| 4        | 7  | Кімі Ряйкконен      | Феррарі               | 56   | +53.822           | 11    | 12   |
| 5        | 77 | Вальттері Боттас    | Вільямс — Мерседес    | 56   | +1:10.409         | 8     | 10   |
| 6        | 19 | Феліпе Масса        | Вільямс — Мерседес    | 56   | +1:13.586         | 7     | 8    |
| 7        | 33 | Макс Ферстаппен     | Торо Россо — Рено     | 56   | +1:37.762         | 6     | 6    |
| 8        | 55 | Карлос Сайнс (мол.) | Торо Россо — Рено     | 55   | +1 коло           | 15    | 4    |
| 9        | 26 | Даніїл Квят         | Ред Булл — Рено       | 55   | +1 коло           | 5     | 2    |
| 10       | 3  | Данієль Ріккардо    | Ред Булл — Рено       | 55   | +1 коло           | 4     | 1    |
| 11       | 8  | Роман Грожан        | Лотус — Мерседес      | 55   | +1 коло           | 10    |      |
| 12       | 12 | Феліпе Наср         | Заубер — Феррарі      | 55   | +1 коло           | 16    |      |
| 13       | 11 | Серхіо Перес        | Форс Індія — Мерседес | 55   | +1 коло           | 14    |      |
| 14       | 27 | Ніко Гюлькенберг    | Форс Індія — Мерседес | 55   | +1 коло           | 13    |      |
| 15       | 98 | Роберто Мері        | Маруся — Феррарі      | 53   | +3 кола           | 19    |      |
| Схід     | 13 | Пастор Мальдонадо   | Лотус — Мерседес      | 46   | Гальма            | 12    |      |
| Схід     | 22 | Дженсон Баттон      | Макларен — Хонда      | 40   | Турбонаддув       | 17    |      |
| Схід     | 14 | Фернандо Алонсо     | Макларен — Хонда      | 20   | Силовий агрегат   | 18    |      |
| Схід     | 9  | Маркус Ерікссон     | Заубер — Феррарі      | 3    | Розворот          | 9     |      |
| НС       | 28 | Вїлл Стівенс        | Маруся — Феррарі      | 0    | Паливна система   | —     |      |
| Джерело: |    |                     |                       |      |                   |       |      |

## Положення у чемпіонаті після гонки
| Місце   | Пілот             | Очки |
| ------- | ----------------- | ---- |
| 1       | Льюїс Гамільтон   | 43   |
| 2       | Себастьян Феттель | 40   |
| 3       | Ніко Росберг      | 33   |
| 4       | Феліпе Масса      | 20   |
| 5       | Кімі Ряйкконен    | 12   |
| Джерело |                   |      |

| Місце   | Конструктор        | Очки |
| ------- | ------------------ | ---- |
| 1       | Мерседес           | 76   |
| 2       | Феррарі            | 52   |
| 3       | Вільямс — Мерседес | 30   |
| 4       | Заубер-Феррарі     | 14   |
| 5       | Торо Россо — Рено  | 12   |
| Джерело |                    |      |